# 清見 (ふじみ野市)
清見（きよみ）は、埼玉県ふじみ野市の町名。現行行政地名は清見一丁目から清見四丁目。住居表示未実施地域。郵便番号は356-0002。

## 世帯数と人口
2022年（令和4年）8月1日現在の世帯数と人口は以下の通りである。
| 町丁       | 世帯数  | 人口    |
| ---------- | ------- | ------- |
| 清見一丁目 | 155世帯 | 271人   |
| 清見二丁目 | 257世帯 | 556人   |
| 清見三丁目 | 213世帯 | 433人   |
| 清見四丁目 | 64世帯  | 142人   |
| 計         | 689世帯 | 1,402人 |

## 小・中学校の学区
市立小・中学校に通う場合、学区（校区）は以下の通りとなる。
| 丁目 | 小学校                 | 中学校                 |
| ---- | ---------------------- | ---------------------- |
| 全域 | ふじみ野市立元福小学校 | ふじみ野市立葦原中学校 |

## 交通

### 鉄道
町内に鉄道は敷設されていない。

### 道路
- 埼玉県道56号さいたまふじみ野所沢線（市役所通り）
- コミュニティ通り

## 施設
東側県道沿いに商業施設が多く立地する。
- 香取第二幼稚園
- 清見第一公園 - 交通公園
- 清見第二公園 -通称　三角公園